# Домартен ле Фран
Домартен ле Фран (фр. Dommartin-le-Franc) насеље је и општина у североисточној Француској у региону Шампањ-Арден, у департману Горња Марна која припада префектури Сен Дизје.
По подацима из 2011. године у општини је живело 219 становника, а густина насељености је износила 21,83 становника/km². Општина се простире на површини од 10,03 km². Налази се на средњој надморској висини од 188 метара.

## Демографија
| 1962. | 1968. | 1975. | 1982. | 1990. | 1999. | 2011. |
| ----- | ----- | ----- | ----- | ----- | ----- | ----- |
| 311   | 319   | 333   | 312   | 273   | 258   | 219   |

График промене броја становника у току последњих година